# Anais Instituto do Vinho do Porto
Anais Instituto do Vinho do Porto (abreviado Anais Inst. Vinho Porto) es una revista con ilustraciones y descripciones botánicas que es publicada en Oporto desde el año 1940.